# Jarnac (jeu)
Pour les articles homonymes, voir Jarnac (homonymie).
Le Jarnac, ou initialement Jarnac!, est un jeu de lettres, créé par Émile Lombard. Le jeu oppose deux joueurs ou deux équipes et l'objectif est de compléter le premier sa propre grille par des anagrammes chaque fois plus longues.
L'invention de M. Lombard n'était plus disponible en boutique depuis plusieurs années. En février 2009, au Festival International des Jeux de Cannes, BlackRock Éditions se présente comme le nouvel éditeur du jeu. Cette version dispose de deux tablettes bordeaux en plastique rigide et se propose en six langues.

## Matériel de jeu
Chaque joueur utilise un tapis de jeu comportant 8 lignes de 9 cases. Un sac opaque contient 144 lettres ainsi distribuées : 14 A, 4 B, 7 C, 5 D, 19 E, 2 F, 4 G, 2 H, 11 I, 1 J, 1 K, 6 L, 5 M, 9 N, 8 O, 4 P, 1 Q, 10 R, 7 S, 9 T, 8 U, 2 V, 1 W, 1 X, 1 Y et 2 Z.

## Déroulement de la partie

### Premier tour
Le premier joueur reçoit 6 lettres. Il cherche alors à composer un mot d'au moins 3 lettres qu'il place sur la première ligne de son tapis. S'il réussit, il peut tirer une lettre supplémentaire et, au choix, compléter son premier mot ou ouvrir la deuxième ligne. Il continue ainsi jusqu'à ne plus pouvoir modifier son tapis. Il donne alors le sac opaque à son adversaire qui y pioche à son tour 6 lettres et agit de même.
Au moment où le joueur passe son tour, l'adversaire peut déclarer Jarnac ! s'il a trouvé un mot oublié par celui qui passe son tour. Dans ce cas, il prend le mot qu'il a trouvé et le place sur sa grille. Il peut éventuellement prendre ainsi plusieurs mots. Puis il joue normalement. Cette règle est l'explication du nom du jeu, et sa principale particularité, celle qui fait son intérêt.

### Tours suivants
L'alternance de jeu se poursuit mais le joueur qui reçoit le sac opaque a le choix entre deux actions : tirer une nouvelle lettre ou échanger trois lettres non utilisées de son tapis.

### Fin de partie
Le jeu s'arrête quand l'un des joueurs a atteint la huitième ligne de son tapis, ne trouve plus à compléter ses mots, et que son adversaire ne déclare pas Jarnac !.
On établit alors le score de chacun en attribuant à chaque mot une valeur égale au carré de son nombre de lettres, donc au maximum 81 points pour un mot de 9 lettres ; et 567 points (7 fois 81 points) plus les points du dernier mot posé de score maximal pour une grille pleine .

### Coup de Jarnac
L'intérêt du jeu et la source de nombreux rebondissements est la possibilité offerte à l'adversaire de s'emparer d'un mot que le joueur n'a pas vu quand il passe la main.
Le « coup de Jarnac » fait référence à l'inattendue estocade au jarret portée par Jarnac lors d'un duel contre La Châtaigneraie, le 10 juillet 1547, sous le règne d’Henri II.

## Variantes

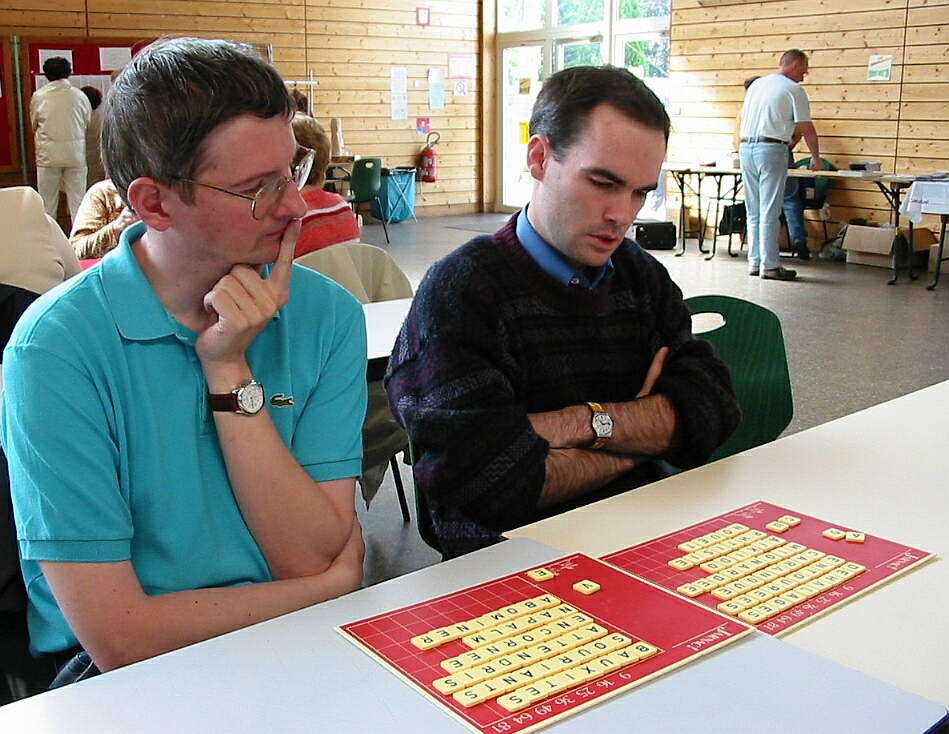
Pascal Fritsch et Antonin Michel, deux champions de Scrabble, s'affrontent au Jarnac.

- On peut rendre le jeu plus difficile en obligeant à chaque changement de créer un mot réellement nouveau, c'est-à-dire de racine différente. Ainsi, la série [ JOUE → JOUER → JOUERA ] serait-elle refusée, mais la série [ JOUA → AJOUR → JOUERA ] acceptée.
- Certains adeptes refusent les verbes conjugués et n'autorisent l'ouverture de la ligne finale que s'il est impossible de compléter l'une des précédentes. Ces contraintes sont retenues lors des festivals de jeux : le classement s'établit au nombre de victoires, les écarts de points permettent de départager les ex aequo.
- On peut aussi jouer en équipe, par exemple à deux contre deux, ou un fort joueur contre deux plus faibles.
- Une option consiste à accepter tous les mots mais à compter 100 points pour un mot de 9 lettres qui n'est ni un verbe conjugué ni un mot au féminin ou au pluriel.